# Оґюст Шуазі
Оґюст Шуазі (фр. Auguste Choisy; 7 лютого 1841, Вітрі-ле-Франсуа, Франція — 18 вересня 1909, Париж, Франція) — французький інженер, історик архітектури і будівельної техніки.

## Біографія
Бувши інженером шляхів сполучення, а також ад'юнкт-професором Політехнічної школи на катедрі мостів і доріг (фр. Corps des ponts et chaussées) захопився історією архітектури, присвятивши їй кілька книг, відзначених критикою і колегами. Автор праць «Історія архітектури» (фр. Histoire de l'architecture; в 2-х томах, 1899), «Будівельне мистецтво древніх римлян» (фр. L'Art de batir chez les Romains; 1873, Париж) й інших («L'art de batir chez les Byzantins», 1883; «Études épigraphiques sur l'architecture grecque», 1884), що дають ретельний опис багатьох історично сформованих конструктивних систем. 1903 року був нагороджений золотою медаллю Королівського британського інституту архітектури за сукупність робіт. Як інженер розробив проєкт транссахарської магістралі (Танжер — Туніс), здійснений 1880 року.